# Manuel Tabor
Manuel Tabor (* 16. Juli 1981 in Achern) ist ein deutscher Politiker (CDU). Er ist seit 2023 Oberbürgermeister von Achern. Zuvor war er von 2011 bis 2023 Bürgermeister von Appenweier.

## Leben
Tabor legte 2001 das Abitur an der Heimschule Lender in Sasbach ab. Von 2001 bis 2002 absolvierte er den Wehrdienst in Stetten am kalten Markt. Von 2002 bis 2006 studierte er an der Hochschule Kehl; er schloss das Studium als Diplom-Verwaltungswirt (FH) ab. Von 2006 bis 2007 absolvierte er ein Aufbaustudium des Europäischen Verwaltungsmanagement an den Hochschulen Kehl und der Hochschule für öffentliche Verwaltung und Finanzen Ludwigsburg. Von 2007 bis 2011 war er Kämmerer der Gemeinde Seewald. Von 2022 bis 2023 absolvierte er ein berufsbegleitendes Studium der Wirtschaftsförderung an der Verwaltungs- und Wirtschafts-Akademie Freiburg. Er schloss das Studium als Wirtschaftsförderer (VWA) ab.
Tabor ist verheiratet und hat drei Kinder.

## Politik
Tabor ist Mitglied der CDU. Am 5. Dezember 2010 wurde er gegen zwei Mitbewerber mit 89,7 Prozent der Stimmen zum Bürgermeister von Appenweier gewählt. Er trat das Amt am 23. Januar 2011 an. Am 28. Oktober 2018 wurde er mit 98,5 Prozent der Stimmen für eine zweite Amtszeit wiedergewählt; er war dabei der einzige Kandidat, die Wahlbeteiligung lag bei 34,9 Prozent. Im Ortsteil Nesselried erzielte er dabei 100 Prozent der abgegebenen Stimmen, was bis dahin noch bei keiner Wahl im Regierungsbezirk Südbaden gelang. Er ist zudem seit 2014 Mitglied des Kreistags des Ortenaukreises und seit 2019 Mitglied der Verbandsversammlung des Verbands Region Südlicher Oberrhein.
Am 17. September 2023 wurde er gegen drei Mitbewerber mit 58,7 Prozent der Stimmen zum Oberbürgermeister der Großen Kreisstadt Achern gewählt. Er folgte Klaus Muttach (CDU) nach und trat das Amt am 1. November 2023 an.